# (31414) Rotarysusa
(31414) Rotarysusa est un astéroïde de la ceinture principale.

## Description
(31414) Rotarysusa est un astéroïde de la ceinture principale. Il fut découvert le 14 janvier 1999 à San Marcello Pistoiese par Luciano Tesi et Andrea Boattini. Il présente une orbite caractérisée par un demi-grand axe de 2,26 UA, une excentricité de 0,15 et une inclinaison de 5,4° par rapport à l'écliptique.

## Compléments